# 光之傳說
《光之傳說》（日語：光の伝説）是日本漫畫家麻生泉創作的日本漫畫作品。於集英社的《瑪格麗特》上，自1985年到1988年期間進行連載。全16卷。於1986年5月改編為電視動畫。於朝日電視台每週星期六放映，自1986年5月3日播至同年9月20日，全19話。
動畫當初引進台灣時翻譯成《燕燕的故事》，香港在亞洲電視ATV播出,用原名《光之傳記》播出於奧運舉行期間的星期一至五下午1時30分播映, 在全無宣傳情況下, 在中午時段播放令當時很多香港動畫迷錯過此片, 而東立出版社採用日本動漫畫的直譯名《光之傳說》。在播映過了20多年的現在，日本國內尚未將此作品DVD化，但銷售到國外的英國、法國等地，已有了相關的DVD。

## 故事簡介
主角上條光，了解新體操的魅力所在，描寫作為日本的頂尖高手而出席漢城奧運會。故事當初小光憧憬男子體操界的希望大石譽昭（大石也出席漢城奧運會），不過之後卻與作為音樂家的演技的伴奏者夏川真生相戀，在漢城的表演，並有做好兩人合作無間的完美演技（但是，夏川的歌聲表演，卻是違反了比賽規定），故事就在這種情況下完結。

## 登場人物

### 主要人物
上條光（配音員：伊藤司；香港配音員：曾秉輝）
開始時是神奈川縣愛香學園國中2年級，結束時是愛香學園高中2年級，14歲～17歲。身高：154cm。原作中1年前國一時觀看來自保加利亞的黛安娜·葛羅伊契娃的緞帶表演後，指認出她的失誤（動畫中把這句話給了在社團表演的學姊葉月），並在1年後轉學到愛香學園，在新體操社大放異彩，在16歲高一時於保加利亞獲得女王杯第一名，1年後參加漢城奧運。
大石譽昭（配音員：飛田展男）
開始時是神奈川縣愛香學園國中3年級，結束時是愛香學園高中3年級，15歲～18歲。他是男子體操社的希望，有著卓越實力的日本代表。以前和椎名葉月的關係很好，但是在遇到上條光後，被她所吸引，也很喜歡她。原作中他和葉月有訂婚的事情在漢城奧運會的宴會時被揭發。
椎名葉月（配音員：富澤美智惠）
開始時是神奈川縣愛香學園國中3年級，結束時是愛香學園高中3年級，15歲～18歲。身高：160cm。在小光進入愛香學園時第一被看好，而被稱呼為新體操女王。她的家裡經營著精品店，生活很富裕還雇有女傭。原作中她體重只有30幾公斤，而且還患有再生不良性貧血，還動過骨髓手術，在出席漢城奧運會的宴會時，與大石訂婚的事情被揭發，動畫結局她成為小孩子的體操教練。
夏川真生（配音員：井上能征）
開始時是神奈川縣愛香學園國中3年級，結束時是愛香學園高中3年級，15歲～18歲。上條光的伴奏者。原作中是對上條光有興趣，才開始出現在小光身邊，而動畫中是小光的青梅竹馬，並住在她家隔壁。動畫結局到國外去演唱了，原作結局被小提琴的琴弦傷了眼睛，並在小光最後表演項目緞帶中唱歌（比賽規定不可用人聲表演），在表演完畢後和小光一起看著窗外後結束。
佐倉奈奈子
開始時是國中3年級，結束時是高中3年級，15歲～18歲。身高：145cm。國一的時候曾經在新體操方面贏過葉月，後來成為小光新體操的對手。父親是外交官，2年前隨父母搬到國外，2年後自己跑回國內參加新體操比賽。
天宮美月
開始時是東京東都第一中學2年級生（3年級時轉入愛香學園），結束時是愛香學園高中1年級，比小光小1歲。14歲～16歲。身高：170cm。最初她學新體操是為了來否定上條光的，認為她的表演沒什麼，還搶了小光的伴奏者，要為自己伴奏。
她的姊姊過去是由富樫圭介指導新體操，但是受傷不能舞了，所以她繼承了姊姊的心願而學新體操。由於小光的表演刺激到她，讓她為了要讓自己有所成長，而對小光敞開心扉，而變成很好的競爭對手了。
黛安娜·葛羅伊契娃（Diana Groicheva，配音員：土井美加）
保加利亞的新體操選手的世界女王。1年前比賽時被上條光指認說新體操緞帶表演有地方失誤了，而被她佩服，並很希望小光能到她的國家保加利亞留學，但後來她從新體操界引退。
瑪莉亞·雷諾娃（Maria Lenova，配音員：佐佐木留恩）
保加利亞的新體操時期的女王候補選手，與小光同歲，14歲～17歲。被認為是黛安娜·葛羅伊契娃的新體操接班人，有個雙胞胎妹妹。
愛蓮娜·伯柯娃（Elena Bercova）
保加利亞的新體操選手，比小光年長1歲。17歲～18歲。最初見到上條光時無法認同她的新體操，並視小光為礙眼對手，但在看過她的表演後才開始認同上條光，便視小光為好的競爭對手。
在爭奪女王杯的時候失敗了，因此便從新體操界引退，後成為桐生芙美子的新體操教練。
桐生芙美子
在美國出生的日本人，是個長像和上條光相似的女孩子，有在學新體操，比小光小2歲。14歲～15歲。新體操教練是愛蓮娜·伯柯娃。

### 愛香學園新體操社
三田惠（配音員：神代智惠）
原作開始時是神奈川縣愛香學園國中3年級（動畫是2年級），比小光年長1歲（動畫與小光同歲），一開始看不起上條光的表演，在發現小光的表演好到威脅到她的時候，曾把小光要表演的緞帶踩壞，想要逼她棄權。
後來看了她幾次表演，不得不佩服上條光的表演。
山崎里見（配音員：伊藤美紀）
開始時是神奈川縣愛香學園國中2年級，結束時是愛香學園高中2年級，14歲～17歲。新體操社的社員，小光的朋友。
土井由希子（配音員：小林優子）
開始時是神奈川縣愛香學園國中2年級，結束時是愛香學園高中2年級，14歲～17歲。新體操社的社員，小光的朋友。
生島若子
愛香學園新體操社的社員，只在參選的名單上出現。
小澤瞳
愛香學園新體操社的社員，只在參選的名單上出現。
朝倉夏子
愛香學園新體操社的社員，只在參選的名單上出現。
佐川初子
愛香學園新體操社的社員，只在參選的名單上出現。
山本敦子
愛香學園新體操社的社員，只在參選的名單上出現。
石崎教練（配音員：吉田理保子）
愛香學園新體操社的女教練，平常都穿著緊身衣，非常看好小光和葉月的表現。
富樫圭介
上條光、天宮美月的新任新體操教練，年輕時期是個體操選手，但是身形高大使他從未得過冠軍，曾經指導過美月的姊姊，但卻使她車禍受傷，曾一度非常的內疚。
在大石譽昭不辭拜訪的再三懇求下，終於說動了他，在小光高一時進入愛香學園當新體操社的教練。

### 日本國內其他選手
木戶惠利子（配音員：高田由美）
大阪阪波中學的身體操選手，幸子的雙胞胎姊姊。
木戶幸子（配音員：高田由美）
大阪阪波中學的身體操選手，幸子的雙胞胎妹妹。
野田美彌
木戶幸子的新體操伴奏者。
水島洋子
鳥取西清中學的新體操選手。
中村美幸
新體操選手。
小島愛子（配音員：伊倉一惠）
新體操選手。
藤田有美
新體操選手。
安部久美子
新體操選手。
塙惠子
新體操選手。
田中容子
新體操選手。
望月顏子
新體操選手。
松島祐美
新體操選手。
志水令子
新體操選手。
蒔田優
新體操選手。
鈴原若美
新體操選手。
黑田郁子
新體操選手。
竹內真理子
新體操選手。
熊野照美
新體操選手。
行澤明美
新體操選手。
落合梢
新體操選手。
伊藤靖子
新體操選手。
佐佐木百合
新體操選手。

### 日本國外其他選手
妮可莉娜·嘉洛（Nikolina Gallow）
保加利亞的新體操選手。
陳美玲
香港的新體操選手，比小光小1歲。13歲～16歲。本是有希望進軍漢城奧運的人選，但是失敗而被刷掉了。
妮娜·烏拉諾娃（Nina Ulanova）
蘇聯的新體操選手。
塔蒂安娜·艾爾契尼婭（Tatyana Elchenia）
蘇聯的新體操選手。
喬伊絲·哈特（Joyce Hart）
加拿大的新體操選手。
麗莎·韋伯（Lisa Webb）
紐西蘭的新體操選手。
薇樂麗·尼爾遜（Valerie Nielsen）
美國的新體操選手。
克莉絲汀娜·路易斯（Christina Lewis）
美國的新體操選手。
妮莉·雪文斯卡（Nelly Szewinska）
南斯拉夫的新體操選手。
蘇菲·溫澤爾（Sophie Wenzel）
東德的新體操選手。
安蒂拉·帕爾茲（Endira Paltz）
羅馬尼亞的新體操選手。
娜塔莉亞·杜丁斯卡婭（Natalia Dudinskaya）
新體操選手。
卡塔莉娜·舒密特（Katharina Schmidt）
新體操選手。
蜜雪兒·嘉洛（Michelle Gallow）
新體操選手。
卡梅隆（Cameron）
新體操選手。
薇樂麗·艾凡斯（Valerie Evans）
新體操選手。
愛琳（Irene）
新體操選手。
芮吉娜（Regina）
新體操選手。

### 家人與相關人士
上條武（配音員：田原阿爾諾）
小光的父親。42歲～45歲。某個上市公司的部長，很少講話看電視吃飯時會用報紙把臉遮起來。在動畫中完全看不到臉，但在原作中為了夏川真生和她女兒小光的緋聞，而來到奧運會場毆打夏川時有露臉。
上條瞳（配音員：太田淑子）
小光的母親。38歲～41歲。有著開朗的個性，每次看了小光的演技一邊加油一邊支援。她會去小光房間拿要修學旅行用的緊身衣來清洗的溫柔母親。
上條都（配音員：鶴弘美）
小光的姊姊。大學生，對小光來說是很健談的對象，時常幫助小光。
茶茶丸
上條家養很溫柔的大型犬，時常和小光很親近。
大石敏明（配音員：松岡文雄）
譽昭的父親，實業家，不希望兒子譽昭學體操，因為這個原因和兒子不和。
島田（配音員：屋良有作）
敏明的公司的社員。溫柔男性的風格。譽昭的父親在生日時舉辦派對的主辦人並邀請各個世界名人來，也邀請譽昭參加，但是譽昭不肯。
葉月的母親
葉月生病時前來照顧她的媽媽，原作中得知女兒得到再生不良性貧血而難過得在醫院的洗手台前哭了，被上條光看見的場面。
佐倉夫婦
奈奈子的雙親，在奈奈子自己一人回日本比賽新體操時，她們也回國看看女兒，以彌補兩年的國外生活無法給奈奈子找個新體操的好教練。
地見井（配音員：櫻井敏治）
真生的輕音社樂團成員。擔任貝斯手，戴著太陽眼鏡。
紀井州（配音員：大瀧進矢）
真生的輕音社樂團成員。擔任鍵盤手，特徵是身材矮小。
茶亞利（配音員：小野健一）
真生的輕音社樂團成員。擔任鼓手，特徵是身材高大。當初他和地見井、紀井州3人，是學校裡抽菸的不良學生，3人和真生起衝突而在其後和好，並正式成為樂團成員，在真生回想的時候明朗。

## 出版書籍
| 卷數 | 集英社     | 集英社             |
| 卷數 | 發售日期   | ISBN               |
| ---- | ---------- | ------------------ |
| 1    | 1986年2月  | ISBN 4-08-849143-2 |
| 2    | 1986年4月  | ISBN 4-08-849162-9 |
| 3    | 1986年6月  | ISBN 4-08-849179-3 |
| 4    | 1986年8月  | ISBN 4-08-849198-X |
| 5    | 1986年11月 | ISBN 4-08-849224-2 |
| 6    | 1987年1月  | ISBN 4-08-849241-2 |
| 7    | 1987年3月  | ISBN 4-08-849258-7 |
| 8    | 1987年5月  | ISBN 4-08-849275-7 |
| 9    | 1987年9月  | ISBN 4-08-849311-7 |
| 10   | 1987年11月 | ISBN 4-08-849328-1 |
| 11   | 1988年2月  | ISBN 4-08-849361-3 |
| 12   | 1988年4月  | ISBN 4-08-849379-6 |
| 13   | 1988年5月  | ISBN 4-08-849390-7 |
| 14   | 1988年7月  | ISBN 4-08-849412-1 |
| 15   | 1988年9月  | ISBN 4-08-849431-8 |
| 16   | 1988年12月 | ISBN 4-08-849463-6 |

## 電視動畫

### 製作人員
- 製作 - 吉田健二（龍之子）
- 原作 - 麻生泉
- 企画 - 嶋村一夫（讀賣廣告社）、井上明、九里一平（龍之子）
- 系列構成 - 園田英樹
- 人物設計 - 橋本豐子
- 機械設計 - アンモナイト
- 音樂 - 川村栄二
- 錄音監督 - 清水勝則
- 片頭動畫 - 浜崎博嗣
- 美術監督 - 多田喜久子
- 攝影監督 - 橋本和典
- 文藝擔當 - 関島眞頼
- 制作擔當 - 石川光久
- 製作人 - 鍋島進二（朝日放送）、大野実（讀賣廣告社）、由井正俊（龍之子）
- 副製作人 - 植田基生（龍之子）
- 監督 - 望月智充
- 制作協力 - 讀賣廣告社
- 制作 - 朝日放送、龍之子製作公司

### 主題曲
- 片頭曲〈心的季節〉
  - 作詞：松井五郎、作曲：都倉俊一、編曲：川村榮二、歌：伊藤司
- 片尾曲〈單戀的哼歌〉
  - 作詞：松井五郎、作曲：都倉俊一、編曲：川村榮二、歌：伊藤司

※「心的季節」是翻唱自娜塔莉·西瑪爾的「五月的信」（歌詞不同）。

### 各話列表
| 話数   | 日文標題 | 中文標題                            | 脚本              | 分鏡                | 演出     | 作画監督     | 播放日期      |
| ------ | -------- | ----------------------------------- | ----------------- | ------------------- | -------- | ------------ | ------------- |
| 第1話  |          | 好想追上去看看···我的新體操         | 園田英樹          | 望月智充            | 望月智充 | 井口忠一     | 1986年 5月3日 |
| 第2話  |          | 不會斷的緞帶！將戀愛···傳達         | 園田英樹          | 貞光紳也            | 貞光紳也 | 佐久間しげこ | 5月10日       |
| 第3話  |          | 可以變得喜歡嗎？                    | 園田英樹          | 古川順康            | 石井文子 | 須田裕美子   | 5月17日       |
| 第4話  |          | 單戀的季節·想唱情歌                 | 園田英樹          | 久保多美子          | 小林哲也 | 恩田尚之     | 5月24日       |
| 第5話  |          | 全中學大賽開幕！支撐我的希望        | 渡辺麻実          | 茂木知里            | 茂木知里 | 後藤隆幸     | 5月31日       |
| 第6話  |          | 復活的女王！目標只有一個            | 渡辺麻実          | 澤井幸次            | 澤井幸次 | 橋本豐子     | 6月7日        |
| 第7話  |          | 往憧憬的那一方飛翔                  | 園田英樹          | 貞光紳也            | 貞光紳也 | 佐久間しげこ | 6月14日       |
| 第8話  |          | 往明天的夏色道路繼續前進            | 渡辺麻実          | 望月智充            | 望月智充 | 遠藤麻未     | 6月21日       |
| 第9話  |          | 瑪莉亞登場！總是追趕某個人          | 園田英樹          | 石井文子            | 石井文子 | 佐久間しげこ | 6月28日       |
| 第10話 |          | 想要凝視遠方                        | 渡辺麻実          | 小林哲也            | 小林哲也 | 橋本とよ子   | 7月5日        |
| 第11話 |          | 昨天的笑容已經不重要了              | 園田英樹          | 茂木知里            | 茂木知里 | 後藤隆幸     | 7月12日       |
| 第12話 |          | 找回被遺忘的夢想                    | 園田英樹          | 澤井幸次            | 澤井幸次 | 高木弘樹     | 7月19日       |
| 第13話 |          | 在澡堂整人！？忐忑不安的修學旅行    | 平野靖士          | 望月智充            | 望月智充 | 遠藤麻未     | 8月2日        |
| 第14話 |          | 相信到時候你就能了解                | 園田英樹          | 山口直樹            | 貞光紳也 | 橋本豐子     | 8月16日       |
| 第15話 |          | 和夢見的相同·兩人是對手             | 園田英樹          | 山口直樹            | 茂木知里 | 奧田萬里     | 8月23日       |
| 第16話 |          | 不要給你！前往光榮的護照            | 渡辺麻実          | 小林哲也            | 小林哲也 | 水村十司     | 8月30日       |
| 第17話 |          | 時間啊！停止啊！·在這一瞬間跳躍吧！ | 渡辺麻実          | 澤井幸次            | 貞光紳也 | 恩田尚之     | 9月6日        |
| 第18話 |          | 接受動搖的感情                      | 渡辺麻実 園田英樹 | 望月智充            | 望月智充 | 後藤隆幸     | 9月13日       |
| 第19話 |          | 請給我做夢的力量                    | 園田英樹          | 久保多美子 小林哲也 | 小林哲也 | 橋本豐子     | 9月20日       |

### 播放電視台
| 播放地區       | 播放電視台       | 播放時間             | 聯播網                        | 備註                             |
| -------------- | ---------------- | -------------------- | ----------------------------- | -------------------------------- |
| 近畿廣域圈     | 朝日放送         | 星期六 19:00 - 19:30 | 朝日電視台系列                | 制作電視台、現：朝日放送電視台。 |
| 北海道         | 北海道電視台     | 星期六 19:00 - 19:30 | 朝日電視台系列                |                                  |
| 宮城県         | 東日本放送       | 星期六 19:00 - 19:30 | 朝日電視台系列                |                                  |
| 福島県         | 福島放送         | 星期六 19:00 - 19:30 | 朝日電視台系列                |                                  |
| 關東廣域圈     | 朝日電視台       | 星期六 19:00 - 19:30 | 朝日電視台系列                |                                  |
| 新潟県         | 新潟電視台21     | 星期六 19:00 - 19:30 | 朝日電視台系列                |                                  |
| 静岡県         | 静岡Kenmin電視台 | 星期六 19:00 - 19:30 | 朝日電視台系列                | 現：静岡朝日電視台。             |
| 中京廣域圈     | 名古屋電視台     | 星期六 19:00 - 19:30 | 朝日電視台系列                |                                  |
| 廣島縣         | 廣島HOME電視台   | 星期六 19:00 - 19:30 | 朝日電視台系列                |                                  |
| 香川縣、岡山縣 | 瀨戶內海放送     | 星期六 19:00 - 19:30 | 朝日電視台系列                |                                  |
| 福岡縣         | 九州朝日放送     | 星期六 19:00 - 19:30 | 朝日電視台系列                |                                  |
| 鹿兒島縣       | 鹿兒島放送       | 星期六 19:00 - 19:30 | 朝日電視台系列                |                                  |
| 鳥取縣、島根県 | 日本海電視台     | 星期一 19:00 - 19:30 | 日本電視台系列                |                                  |
| 熊本縣         | 熊本電視台       | 星期六 7:30 - 8:00   | 富士電視台系列 朝日電視台系列 |                                  |

## 相關商品
- 『光之傳說』手帕（製造商不明）
- 製菓線條『光之傳說』（製造商：製菓筆記）
- 本作品的主要編劇園田英樹，『小說版　光之傳說』（集英社深藍文庫）

### 原聲帶
『光之傳說』音樂篇（動畫『光之傳說』原聲帶LP）唱片公司：Victor娛樂，發售日：1986年7月21日 
- 收錄曲

1. 光明的蝴蝶（ブライト・パピヨン）
2. 心的季節（ハートの季節）
3. 回憶的緞帶（思い出のリボン）
4. 青春傳說（青春伝説）
5. 風的景色（風のシーナリー）
6. 如果戀愛了（恋をしたら）
7. 訊息（メッセージ）
8. 心的岸邊（心の岸辺）
9. 落葉與月的物語（落葉と月の物語）
10. 藍天&白心（ブルースカイ&ホワイトハート）
11. 舞姬（舞姫）
12. 單戀的哼歌（片思いのハミング）
13. 跨越般商（悲しみをこえて）
14. 做夢的時候（夢みる頃に）

## 外部連結
- （日語） 光之傳說